# Storflotjärnen, Medelpad
Storflotjärnen är en sjö i Ånge kommun i Medelpad och ingår i Ljungans huvudavrinningsområde. Sjön har en area på 0,0447 kvadratkilometer och ligger 432,4 meter över havet.

## Delavrinningsområde
Storflotjärnen ingår i det delavrinningsområde (692684-148866) som SMHI kallar för Ovan Göransbäcken. Medelhöjden är 366 meter över havet och ytan är 41,96 kvadratkilometer. Räknas de 8 avrinningsområdena uppströms in blir den ackumulerade arean 78,6 kvadratkilometer. Råsjöån som avvattnar avrinningsområdet har biflödesordning 2, vilket innebär att vattnet flödar genom totalt 2 vattendrag innan det når havet efter 124 kilometer. Avrinningsområdet består mestadels av skog (81 procent) och sankmarker (11 procent). Avrinningsområdet har 0,04 kvadratkilometer vattenytor vilket ger det en sjöprocent på 0,1 procent.